# Favorito
«Favorito» es una canción del cantante colombiano Camilo. Fue lanzada como sencillo el 26 de marzo de 2020 a través de Sony Music Latin.

## Antecedentes y composición
La canción retoma los ritmos más movidos y tropicales. Contó con la  producción de Diego Tucci. Además, es el sexto sencillo del álbum Por primera vez.
«Favorito» es una canción que muestra el estilo que caracteriza la música de Camilo. Tiene una duración de tres minutos con treinta  segundos en su versión original, al igual que su video musical.
Fue escrita por Camilo, Edgar Barrera, Jon Leone y Rafa Arcaute, y su producción estuvo a cargo de Jon Leone.

## Video musical
El videoclip fue grabado en la Polinesia Francesa bajo la dirección de Evaluna Montaner y Christian Saumeth. Cuenta con la participación de su esposa. Asimismo, fue lanzado el 26 de marzo de 2020 por el canal de Camilo en YouTube.

### Sinopsis
Cuenta con un conjunto de imágenes y videos de la luna de miel entre Camilo y Evaluna en la Polinesia Francesa.

## Posicionamiento en listas
| Listas                             | Mejor posición |
| ---------------------------------- | -------------- |
| Colombia (National-Report)         | 17             |
| Argentina Hot 100 (Billboard)      | 2              |
| México Airplay (Billboard)         | 11             |
| España (PROMUSICAE)                | 16             |
| Estados Unidos (Hot Latin Songs)   | 26             |
| Estados Unidos (Latin Pop Airplay) | 17             |

## Certificaciones
| Organismo certificador | Certificación | Ventas certificadas | Ref.   |        |
| ---------------------- | ------------- | ------------------- | ------ | ------ |
| México                 | AMPROFON      | Oro                 | 30 000 | [ 11 ] |